# Arenaria moritziana
Arenaria moritziana är en nejlikväxtart som beskrevs av Ferdinand Albin Pax. Arenaria moritziana ingår i släktet narvar, och familjen nejlikväxter. Inga underarter finns listade i Catalogue of Life.